# Tiago Sá
Tiago Magalhães Sá, noto semplicemente come Tiago Sá (Vila Verde, 11 gennaio 1995), è un calciatore portoghese, portiere del Braga.

## Carriera

### Club
Cresciuto nel settore giovanile del Braga, ha esordito in prima squadra il 29 dicembre 2017 disputando l'incontro di Taça da Liga pareggiato 2-2 contro il Portimonense.

### Nazionale
Nel 2015 con la Nazionale Under-20 portoghese ha preso parte al Campionato Mondiale di categoria.

## Palmarès
- Coppa del Portogallo: 1

Braga: 2020-2021
- Coppa di Lega portoghese: 2

Braga: 2019-2020, 2023-2024